# فوجی ۱۵۸۴
سیارک ۱۵۸۴ (به انگلیسی: 1584 Fuji، نامگذاری:1927CR) هزار و پانصد و هشتاد و چهارمین سیارک کشف شده‌است که در ۷ فوریه ۱۹۲۷ کشف شد.
قدر مطلق سیارک برابر ۱۰٫۶۷ است.